# Kent Michael Bøe
Kent Michael Bøe (20 ottobre 1983) è un calciatore e allenatore di calcio norvegese, attaccante del Nord.

## Carriera

### Giocatore
Bøe ha cominciato la carriera con la maglia dell'Haugesund, per cui ha esordito in 1. divisjon in data 20 maggio 2002, subentrando a Kjetil Rødahl nella vittoria per 0-2 maturata sul campo del Lørenskog. Nel 2003, si è trasferito all'Avaldsnes.
A marzo 2017 è passato al Nord.

### Allenatore
Il 2 agosto 2016, Bøe è stato nominato nuovo allenatore della sezione femminile dell'Avaldsnes, compagine militante in Toppserien. Avrebbe ricoperto l'incarico fino al termine della stagione, a seguito della rescissione del contratto col precedente tecnico Colin Bell.